# Devil May Cry: Peak of Combat
Devil May Cry: Peak of Combat (кит. спр. 鬼泣-巅峰之战, піньїнь: Guǐ Qì - Diānfēng zhī zhàn, відома також за попередніми назвами Devil May Cry Mobile, Devil May Cry: Pinnacle of Combat чи Devil May Cry: War of the Peak) — авторизована мобільна гра, створена NebulaJoy за активної участі офіційної команди CAPCOM, що займалась розробкою та видавництвом оригінальної серії ігор Devil May Cry.

## Ігровий процес
Ігровий процес Devil May Cry: Peak of Combat тісно пов'язаний з бойовими аналогами для ПК та консолей, спрощуючи при цьому деякі функції через обмежений простір на екрані. Гравці прокладають свій шлях через величезні рівні, вбиваючи демонів.
Гравці можуть заробляти очки стилю, перемагаючи ворогів з різними навичками та зброєю. Саме варіативність атак збільшує рейтинг гравця, тоді як повторне використання однієї і тієї ж атаки знижує і зупиняє ріст рейтингу, поки не буде використаний інший стиль бою. Гравці також можуть ухилятися і дражнитися із ворогом, щоб підвищити свій рейтинг стилю.

### Зброя
Кожен персонаж може мати до двох одиниць зброї: ближнього та дальнього бою. Кожна зброя має різні характеристики й може надавати різні навички, а кожна Легендарна зброя відкриває додаткові набори рухів для бою.
Уся зброя має первинну фізичну шкоду та вторинну стихійну шкоду (Фізична, Вогняна, Крижана, Громова та Темна), і її модернізація (Ін'єкція, Кування, Покращення, Застосування магічних карт) дозволяє наносити більше шкоди ворогам.
Для зброї можна розблокувати фірмові скіни персонажів та нанести їх на будь-яку зброю тієї ж категорії, зокрема: 
- Скіни зброї Данте:
  - Ребеліон (англ. Rebellion);
  - Койот-А (англ. Coyote-A);
  - Ебоні та Айворі (англ. Ebony & Ivory);
  - Аґні та Рудра (англ. Agni & Rudra).
- Скіни зброї Верґілія:
  - Ямато (англ. Yamato);
  - Беовульф (англ. Beowulf);
  - Вістря сили (англ. Force Edge).
- Скіни зброї Леді:
  - Мисливець за головами (англ. Bounty Hunter);
  - Калина Енн (англ. Kalina Ann);
  - Вогняна мураха (англ. Fire Ant);
  - Різдвяний хлопчик (англ. Christmas Boy).
- Скіни зброї Неро:
  - Червона Королева (англ. Red Queen);
  - Блакитна троянда (англ. Blue Rose);
  - Той, що приносить Диявола (англ. Devil Bringer)[3][4].

## Персонажі

### Ігрові персонажі
- Данте — основний персонаж;
- Леді — доступна після проходження розділу 1[5];
- Верґілій — розблокувується через спеціальний ігровий пул або купивши його за 50 каменів з того ж ігрового пулу[6];
- Неро — доступний з 2.0 оновлення[7][8];
- Ві — буде доступний у майбутніх оновленнях;
- Тріш — буде доступна у майбутніх оновленнях.

### Вороги
- Пекельна гордість (англ. Hell Pride);
- Кривава гордість (англ. Blood Pride);
- Енігма (англ. Enigma);
- Головоломка (англ. Conundrum);
- Мороз (англ. Frost);
- Суттунґ (англ. Suttung);
- Ніл (англ. Nile);
- Диявольський хор (англ. Devil Choir/Demonochorus);
- Вогняний Троль (англ. Troll Fire);
- Еґґтер (англ. Eggther);
- Банші (англ. Banshee);
- Срібний Лицар (англ. Silver Knight)[4].

### Боси
- Пекельний Авангард (англ. Hell Vanguard);
- Фантом (англ. Phantom);
- Неван (англ. Nevan);
- Мінотавр (англ. Minotaur);
- Священник, що впав (англ. Fallen Priest);
- Беовульф (англ. Beowulf);
- Несс (англ. Ness);
- Тінь (англ. Shadow);
- Френк (англ. Frank);
- Пекельна пастка (англ. Hellripper);
- Плутон (англ. Plutone);
- Грифон (англ. Griffon);
- Цербер (англ. Cerberus)[2].

## Невдоволення з боку фанатів
| Агрегатор  | Оцінка                                |
| ---------- | ------------------------------------- |
| Metacritic | Критики: 46/100. Користувачі: 6.8/10. |

За словами NebulaJoy, гра успадкувала гнучкі стратегічні навички та необмежений стиль бою оригінальної серії ігор Devil May Cry, не всі фанати залишились вдоволеними грою. 
Критика базувалась на досвіді гравців гри NebulaJoy Rockman X DiVE, в розробці якої брали участь ті ж розробники, що й Devil May Cry: Peak of Combat. До переліку входили проблеми із роботою гри на території Латинської Америки та Європейського Союзу, коли розробники не відповідали на скарги гравців протягом тривалого часу, а також ігнорували високу активність читерів та хакерів, що не дозволяло чесним гравцям досягти високого рангу. Жодної компенсації користувачам, які постраждали від цих проблем, не було надано, і багато гравців у зв'язку із цим назавжди покинули гру та будь-який зв'язок із NebulaJoy.
Гравці уже повідомляють про проблеми із ґеймплеєм гри, що включає відсутність цікавого сюжету, жахливий аудіо супровід, неможливість отримати скіни зброї та одягу без вкладання фізичних грошей або величезної кількості ігрової валюти, а також ігнорування канонічних елементів світу гри. До них входить зокрема відсутність оригінального бойового стилю персонажів.